# Zagrody (Jeżowe)
Zagrody – przysiółek wsi Jeżowe w województwie podkarpackim, w powiecie niżańskim, w gminie Jeżowe.
Przysiółek należy do sołectwa Jeżowe Kameralne, które współtworzą także przysiółki: Kameralne, Okolisko i Walisko.